# Har du funnit den kostliga pärlan
Har du funnit den kostliga pärlan är en psalmtext som diktades av Johan Erik Nyström och publicerades första gången 1878 i Församlingssångbok. 1894 trycktes sången i amerika i den av E. August Skogsbergh och Andrew L. Skoogs utgivna Evangelii Basun med melodi av Andrew L. Skoog. Sången publicerades också 1923, med en annan melodi, i Hultmans Solskenssånger. I USA har den svenska texten översatts och fått titeln O that pearl of greatest price! Have you found it?. Den engelska versionen har utgivits i The Covenant Hymnal.

## Publicerad i
- Församlingssångbok 1878
- Solskenssånger som nr 277, 1924 (11:e upplagan) till Johannes Alfred Hultmans melodi